# 加里斯紀念圓環
加里斯紀念環島（英語：Garces Memorial Traffic Circle）俗稱加里斯圓環或僅爲圓環。是位於貝克斯菲爾德的一座圓環。該圓環現位於貝克斯菲爾德的切斯特爾大道、金州大道（204號公路）以及30號大街的交匯處。

## 歷史

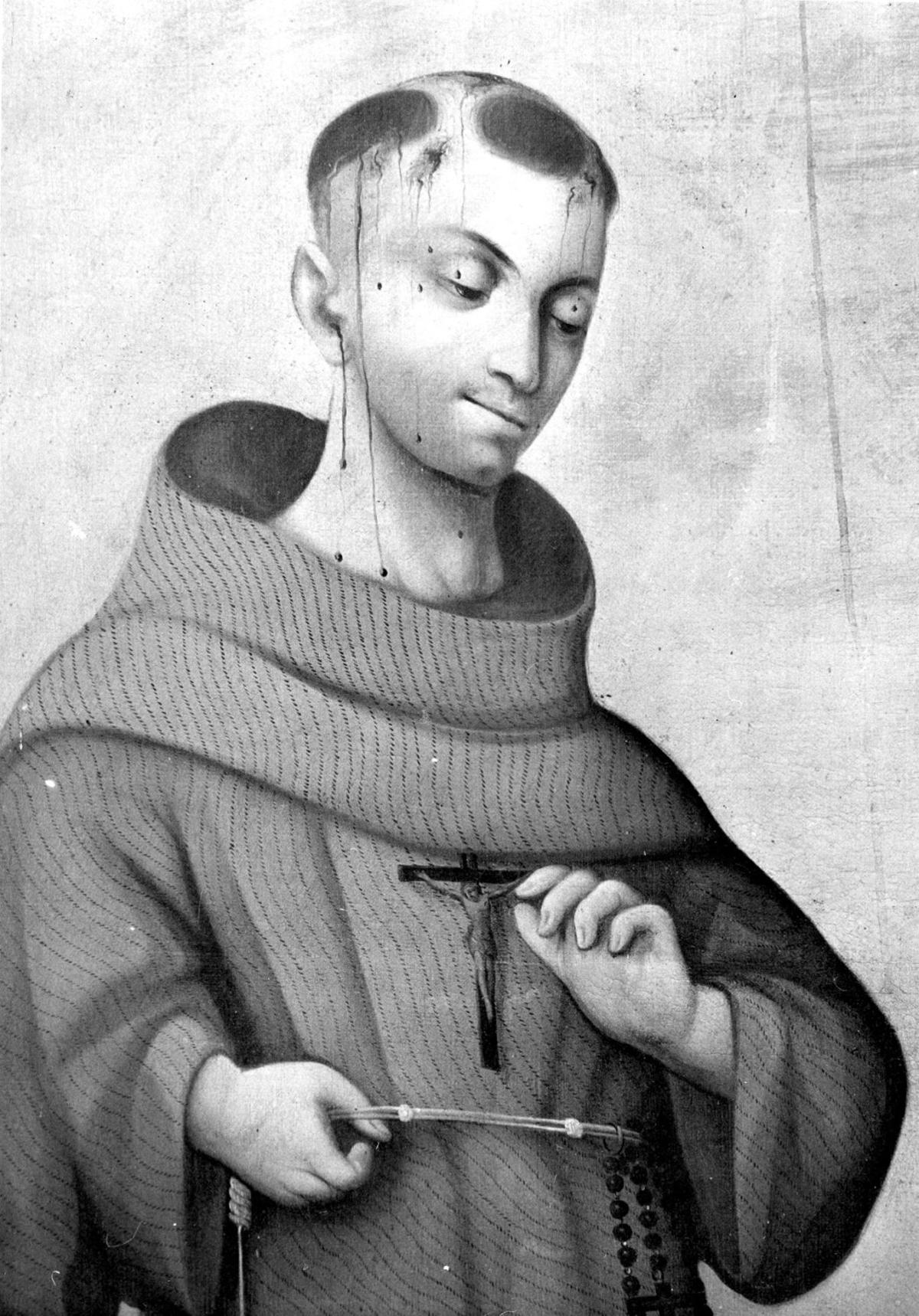
該圓環以西班牙牧師弗朗西斯科·加里斯命名，他曾于1776年抵達貝克斯菲爾德地區。

此環島最初作爲99号美国国道的一部分，大約建立於1932年。1939年由建築設計師約翰·帕羅-康佳斯為神父弗朗西斯科·加里斯創作的雕像就在圈内。
加里斯紀念環島的内徑為280英尺，其略小於位於長島的長灘環島的360英尺的内徑。

## 地標
加利福尼亞州歷史地標：

第277號加里斯環島—為1776年5月7日方济各会會士弗朗西斯科·加里斯神父走訪一印第安人牧場的大致地點。加里斯神父將此地點命名爲圣米格尔·德洛斯·诺奇斯（西班牙語：San Miguel de los Noches por el Santa Príncipe）。

## 外部鏈接
- 美國第99號公路-金洲大道的歷史之旅 （页面存档备份，存于）
- 來自贝克尔斯菲尔德加利福尼亚人报的關於加里斯神父的音頻幻燈片